# 로슈키포토크

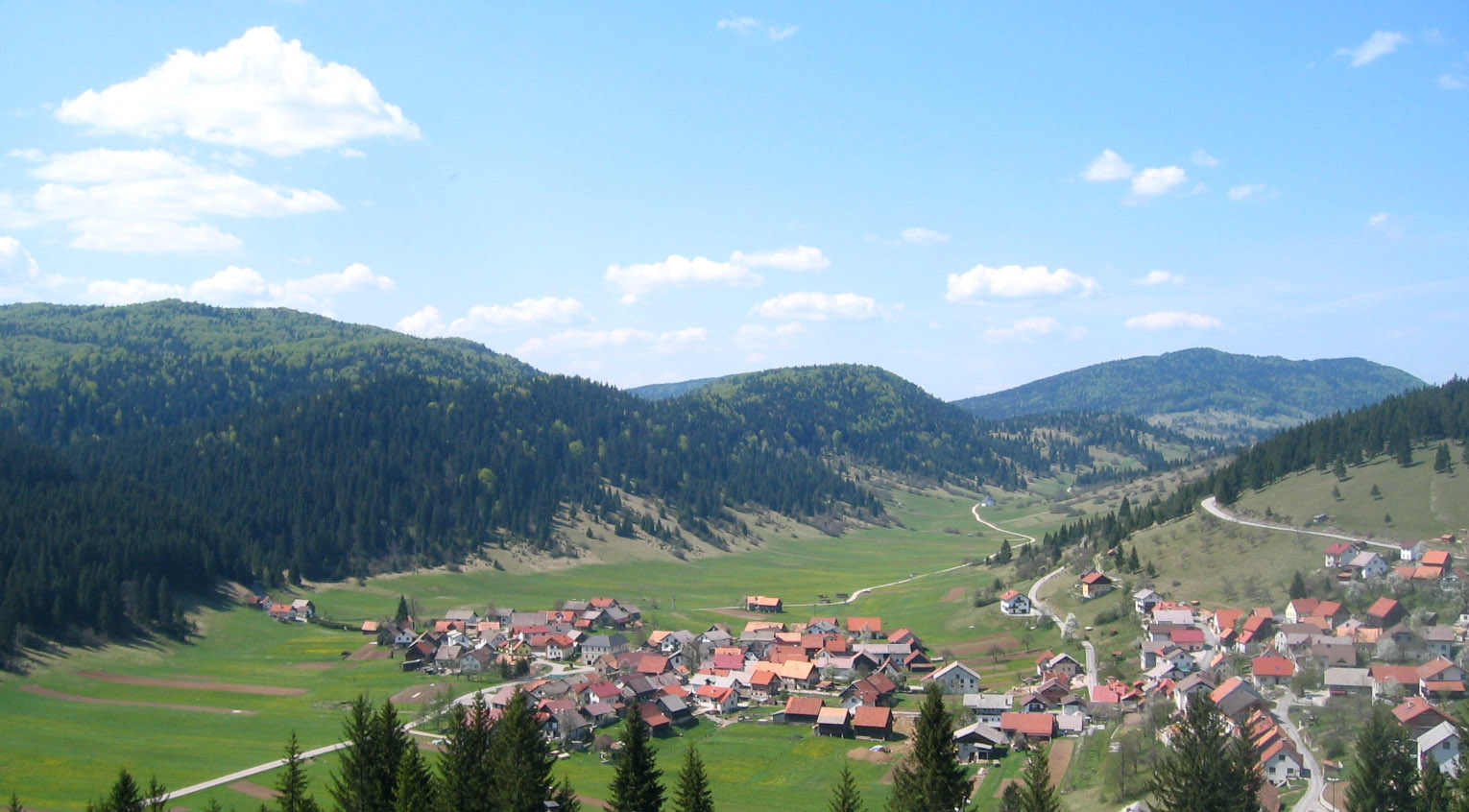
로슈키포토크

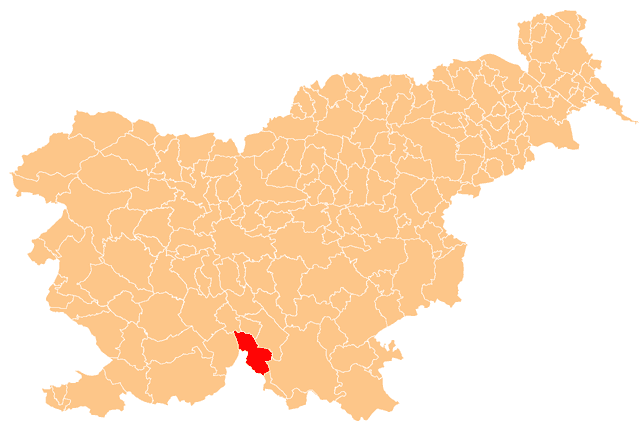
로슈키포토크의 위치

로슈키포토크(슬로베니아어: Loški Potok)는 슬로베니아의 도시로 면적은 134.5km2, 인구는 1,958명(2002년 기준), 인구 밀도는 14.6명/km2이다.